# Klaus Franke (Handballspieler)
Klaus Franke (* 7. Mai 1941 in Wittenberg) ist ein ehemaliger deutscher Handballspieler und -trainer.

## Leben
Franke, der die Kinder- und Jugendsportschule in Güstrow besuchte, gehörte als Leichtathlet der Junioren-Nationalmannschaft der Deutschen Demokratischen Republik an. Im Hochsprung erreichte er eine Bestmarke von 1,95 m, im Stabhochsprung wurde er 1959 Zweiter der DDR-A-Jugendmeisterschaft. Als Fußballtorwart schaffte er den Sprung in die Bezirksauswahl Schwerins.
Ab 1959 verrichtete er ein Studium an der Deutschen Hochschule für Körperkultur (DHfK) in Leipzig und stieß gleichzeitig zur Handballmannschaft des SC DHfK Leipzig, mit der er DDR-Meister wurde. 1966 holte der 1,78 Meter große Torwart mit dem SC DHfK unter Trainer Hans-Gert Stein den Sieg im Europapokal der Landesmeister. Da Berichterstattern aus der DDR die Reise zum Europapokalendspiel nach Paris nicht gewährt wurde, fertigte Franke kurz nach dem Sieg einen Bericht für die Leipziger Volkszeitung an, den er per Ferngespräch nach Leipzig übermittelte.
Mit der DDR-Nationalmannschaft nahm er 1970 an der Weltmeisterschaft teil. Seinen Hochschulabschluss an der DHfK erlangte der unter dem Spitznamen „Schorsch“ bekannte Franke im Jahr 1970, der Titel seiner Diplomarbeit lautete „Das spezielle Athletiktraining des Torhüters im Hallenhandball“. 1971 wechselte Franke vom SC DHfK zum Stadtrivalen SC Leipzig.
Als Trainer betreute Franke die Leipziger Herrenmannschaft sowie ab 1976 die Damen des SC Leipzig, die unter seiner Leitung mehrmals den DDR-Meistertitel sowie 1986 den Europapokalwettbewerb IHF-Pokal gewannen. Als Co-Trainer der DDR-Damenauswahl arbeitete er unter Cheftrainer Peter Kretzschmar und trug auf diese Weise zum Gewinn der Weltmeisterschaft 1978 bei. Franke war später unter anderem für den österreichischen Serienmeister Hypo Niederösterreich tätig und wurde Torwarttrainer des Zweitligisten Dessau-Roßlauer HV.